# Догубаязит
Догубаязит (до 1934 р. Баязит; тур. Doğubayazıt — Доубаязит, курд. Bazîd — Базид, вірм. Արշակավան, трансліт. Аршакаван) — місто на сході Туреччини, в ілі Агри, в 35 км від кордону з Іраном.
Населення — 56 тис. жителів (2002). Стоїть на місці давньовірменського міста Аршакаван, одної з 13 історичних столиць Вірменії.
Місто отримало назву на честь Баязида — царевича держави Джалаїридів, який будучи правителем міста Ані, наказав в 1374 р. збудувати в місті фортецю для захисту від військ держави Кара-Коюнлу. У XIX столітті місто було відоме в Росії під назвою Баязет. У 1934 р. перейменований в Догубаязит — «східний Баязит» у перекладі з турецької (тур. doğu — схід, східний).
Назва міста походить з вірменської мови

## Історія

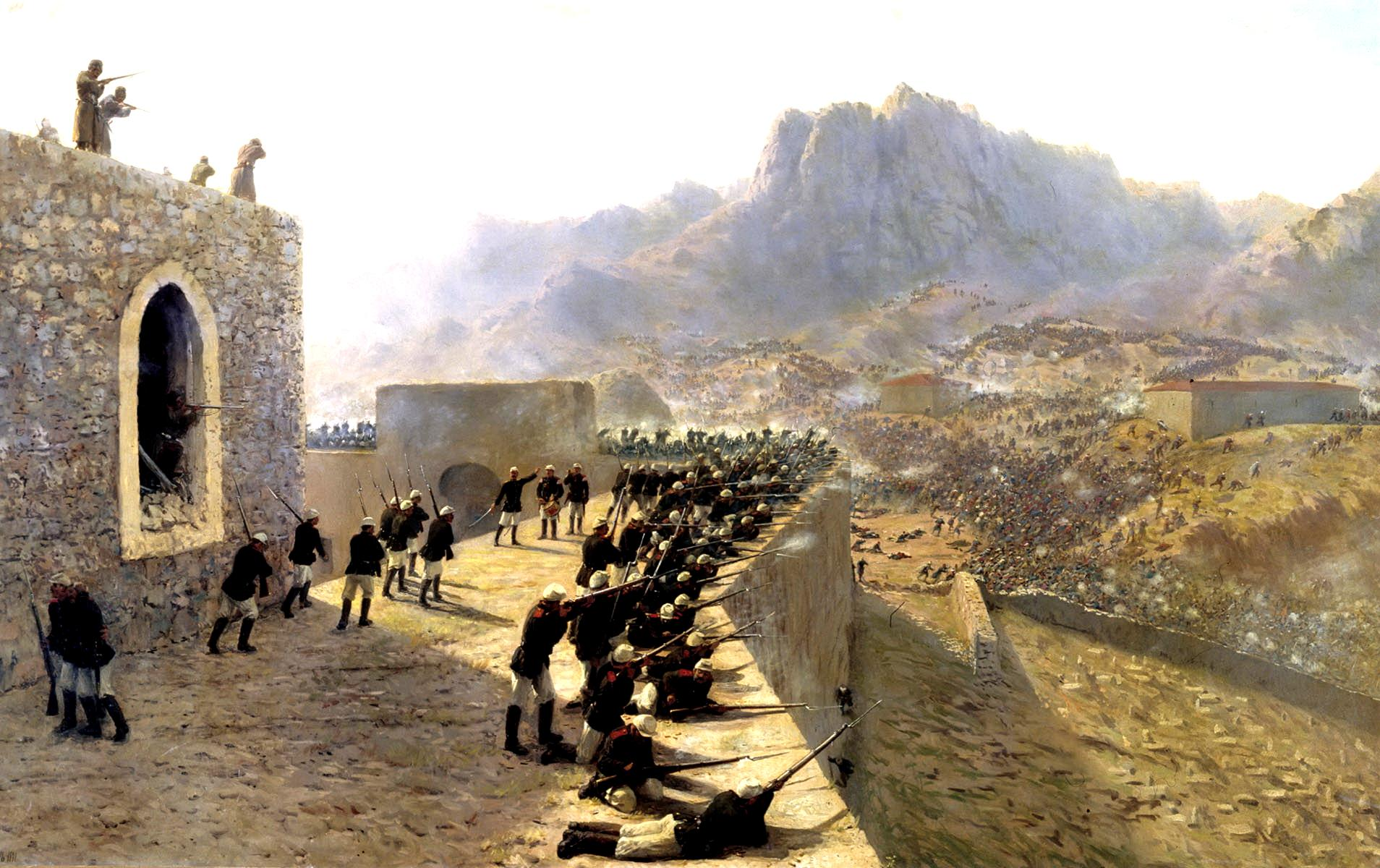
Відбиття штурму фортеці Баязет 8 червня 1877, Лев Лагоріо, картина 1891 р.

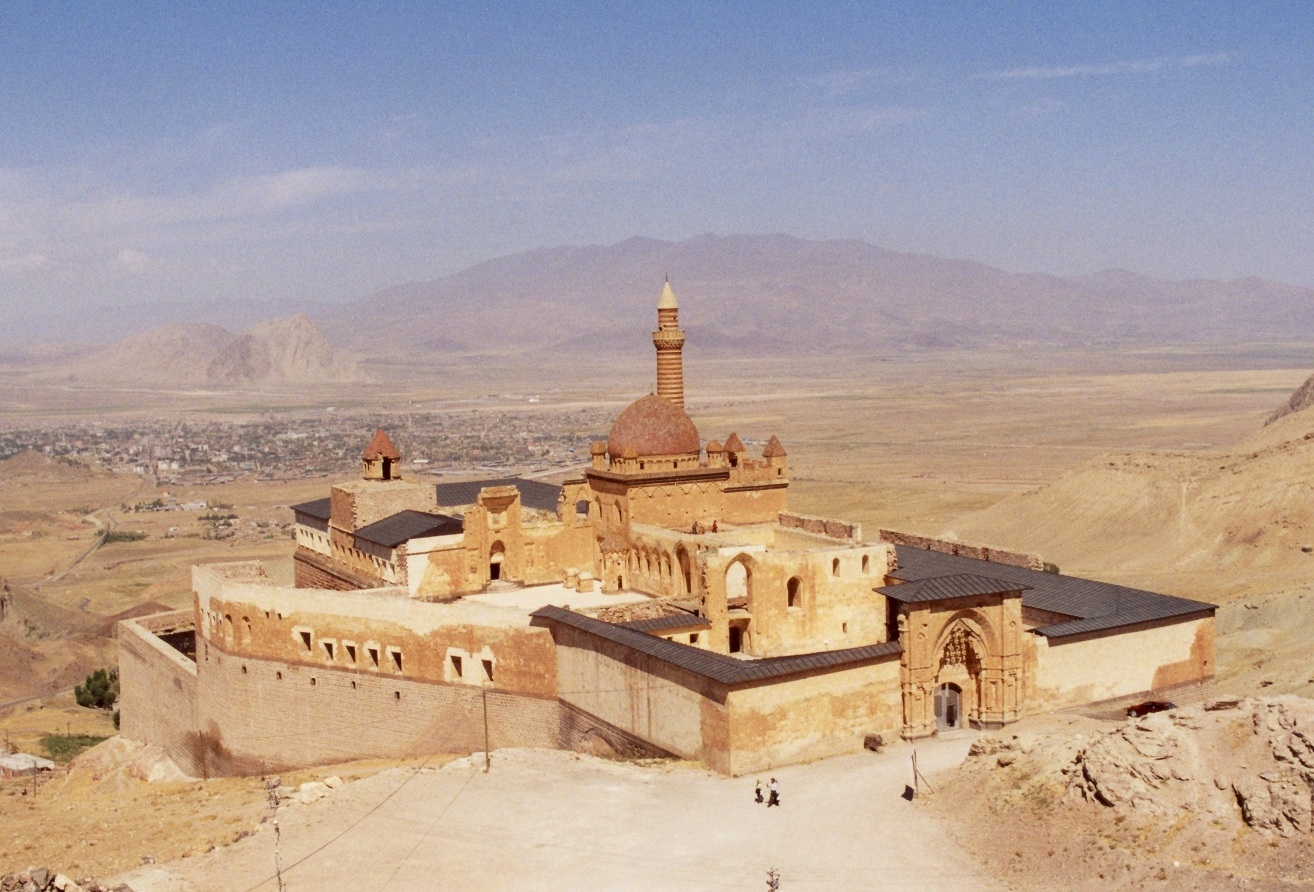
Резиденція Іцхака-паші в околицях Баязета (XVIII ст.).

Наприкінці XIX ст. Баязет прийшов в занепад і збіднів; жителі — вірмени і курди; в 1877 р. їх було не більше 700 душ. Внаслідок зручного географічного положення на дорозі з Вірменії в Іранський Азербайджан Баязет часто ставав предметом військових дій. У війні з турками російським військам неодноразово доводилося займати і потім знову залишати це місто.
Наприкінці серпня 1828 р. Баязет був узятий князем Чавчавадзе, який потім в 2 тижні підкорив весь пашалик. У червні 1829 р. ванський паша, користуючись рухом росіян до Ерзеруму, приступив до фортеці, де залишалося близько 2000 чоловік під начальством генерал-майора П. В. Попова. Незважаючи на величезну перевагу сил ворога, росіяни відбили всі його атаки; але протягом 12-денного майже безперервного бою гарнізон втратив убитими 4 офіцерів і 73 рядових; поранені ж і контужені були всі офіцери (21) і 300 ниж. чинів. У квітні 1877 р. Баязет був зайнятий загоном генерал-лейтенанта Тергукасова, який потім рушив далі, залишивши у фортеці невеликий гарнізон під командуванням підполковника А. Ковалевського. Комендантом фортеці був призначений капітан Ф. Штокович. 24 травня підполковника Ковалевського на посаді начальника гарнізону змінив підполковник Г. Пацевич. 6 червня турки в числі 25000 під командуванням Фаїк-паші і Казі-Магомета зайняли місто Баязет і обклали його фортецю, у якій опинилися замкненими до 1600 осіб. 8 червня під час запеклого штурму фортеці підполковник Пацевич, піддавшись паніці, за згодою деяких офіцерів, зробив спробу здати Баязет, проте був за це відсторонений від командування полковником Ісмаїл Ханом Нахічеванським, який на правах старшого за званням з власної ініціативи вступив у командування гарнізоном. Протягом 23 днів гарнізон мужньо відбивав всі атаки турків, а 28 червня був, нарешті, врятований військами Єриванського загону генерала А. Тергукасова, який слідом за тим залишив Баязет. Протягом облоги гарнізон втратив убитими і пораненими 10 офіцерів і 276 нижніх чинів. Після війни за умовами Сан-Стефанського мирного договору Баязет і прилеглі до нього території були відступлені Росії. Але за рішеннями Берлінського конгресу Баязет і Алашкертська долина були повернуті Туреччині.
У Першу світову російським військам знову довелося штурмувати фортецю Баязет.
З ілюстрованого журналу «Искры Воскресенье» від 9 листопада 1914 № 44:

Російсько-турецька війна. Віроломний напад 16-го жовт. турецько-німецького флоту на мирні міста нашого Чорномор'я отримав гідну відповідь з боку Росії. 20-го пішло оголошення війни Туреччині. Наші кавказькі війська перейшли кордон і 21-го жовт. зайняли турецьку фортецю Баязет. У попередніх війнах з Туреччиною наші війська не раз вже брали цю фортецю, але всякий раз, під тиском європейської дипломатії, ми змушені були при укладанні миру повертати її Туреччині. 25-го жовт. наша ескадра, підійшовши до Сонгулдакського порту, зруйнувала портові споруди та майстерні, потопила пароплав, що стояв біля пристані. Тут же, у відкритому морі, ескадра застигла і потопила чотири турецьких військових транспорти з військами і військовим матеріалом — автомобілями, аеропланами і знаряддям. Транспорти йшли до кавказьких кордонів. З потопаючих суден було підібрано і взято у полон 248 чоловік, у тому числі кілька німецьких офіцерів з важливими документами. 

## Див. також

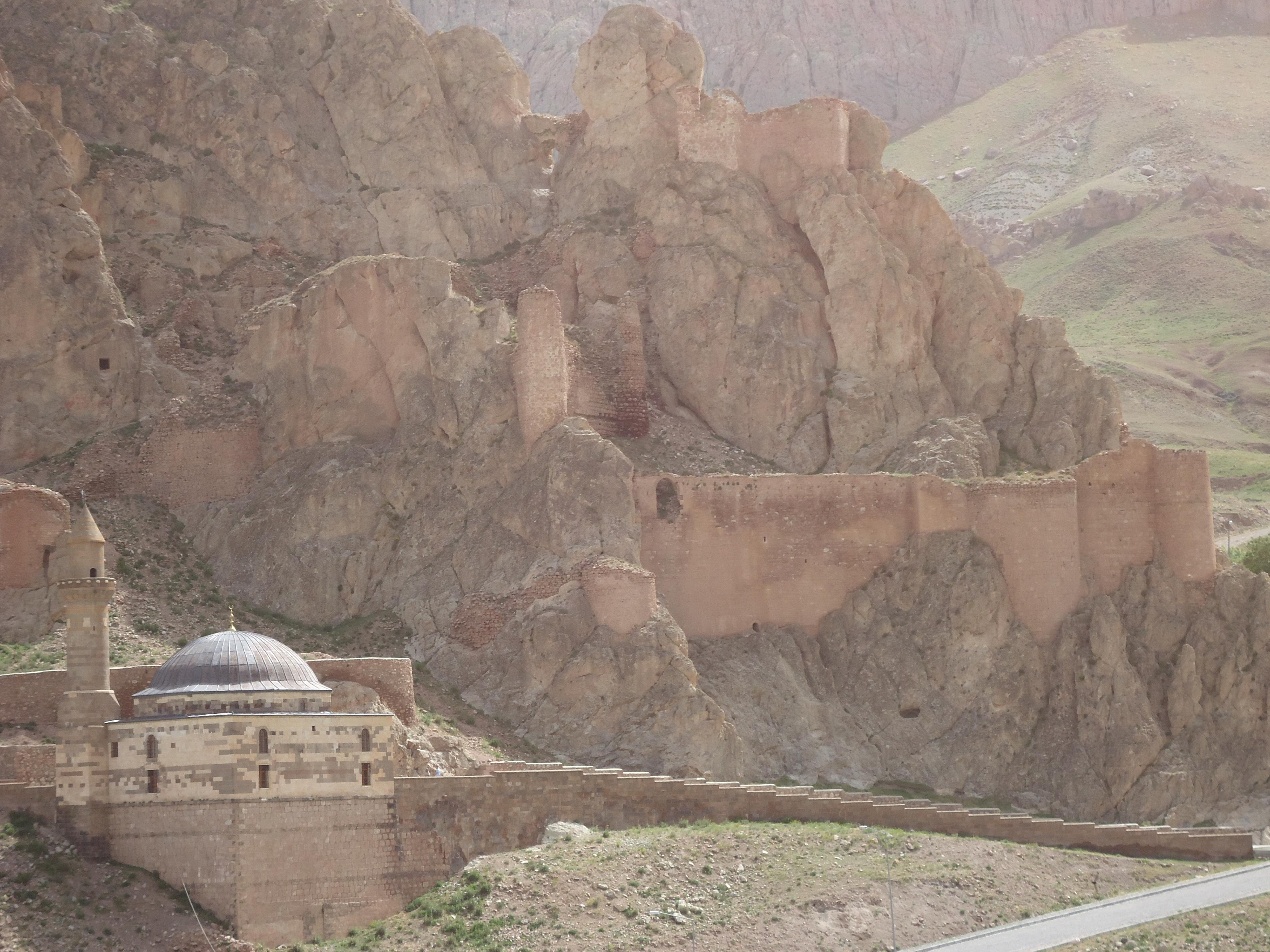
Фортеця Аршакаван

## Відомі люди
- Амбарцумян Мкртич Амбарцумович — вірменський вчений, народився в Догубаязиті.